# Zubrovka
Zubrovka (834 m) – szczyt na Pogórzu Spiskim w grzbiecie tworzącym orograficznie lewe zbocza Kotliny Spiskiej. Biegnie przez niego granica polsko-słowacka między polską miejscowością Łapsze Niżne i Osturnią na Słowacji. Od zachodniej strony łączy się z grzbietem Malorovki, stoki południowe i wschodnie opadają do doliny Osturniańskiego Potoku, północne do doliny Hawiarskiego Potoku (Zubrovský potok). Dolną częścią koryta Hawiarskiego Potoku poprowadzono granicę polsko-słowacką.
Zubrovka jest porośnięta lasem, ale dolna część jej południowych i wschodnich stoków to pola uprawne i łąki miejscowości Osturnia. Polany o nazwie Flisów Las i Za Flisów Las znajdują się również na polskiej stronie, w dolinie Hawiarskiego Potoku.
Jerzy Kondracki zalicza ten region do Pogórza Spiskiego, Słowacy natomiast używają nazwy Magura Spiska.